# JLime
Jornada Linux Mobility Edition (odtud tedy zkratka JLime) je Linuxová distribuce určená pro počítače HP Jornada. Jejími zakladateli jsou Kristoffer Ericson a Henk Brunstin.

## Historie
Práce na JLime začaly na sklonku roku 2003 a již od začátku bylo jasné, že cílem je vytvořit distribuci, která vdechne nový život již zastaralému hardware.
Jornada nebyla v jádrech 2.6 podporována (kvůli nedostatku vývojářů). První rok vývoje tak byl zaměřen na zajištění podpory hardware Jornada v kernelu. Verze 2.6.9 byla první.
Původní stránky projektu JLime byly v březnu roku 2006 zrekonstruovány díky jednomu z členů fóra - „chazco“.
(Zdroj https://web.archive.org/web/20060529082154/http://jlime.com/phpBB2/viewtopic.php?t=117)

## Instalace a spuštění

### Instalace
Většina dnešních PDA používá k uložení OS paměť typu flash. Jornada je, bohužel, osazena pamětí ROM, a proto se vlastní instalace provádí na kartu CF (compact flash).
Vývojáři „Chazco“ a „B_Lizzard“ vytvořili instalační utilitu, která bez nutnosti mít stolní počítač s OS Linux sama zajistí rozdělení CF na potřebné oddíly a na ně pak nakopíruje vlastní distribuci. Celý proces probíhá v textovém režimu.

### Spuštění
Pro spuštění systému JLime z CF karty je potřeba nejprve spustit zavaděč „shlo“, který nastaví některé potřebné parametry (typ zařízení, velikost RAM apod.) a následně zavede obraz jádra (zImage) do paměti a předá mu řízení. Pro start JLime je tak vždy na krátkou dobu spuštěn i původní OS - Windows CE 2.11, který je de facto využíván jako OS bootloader.

## Správce balíčků
JLime používá odlehčeného správce ipkg balíčků ipk, které můžete znát z Familiar distribuce pro kapesní počítače iPAQ Compaq. Tento správce umožňuje instalovat/odebírat/aktualizovat balíčky a zároveň hlídá závislosti. Jednotlivé balíčky jsou získávány z tzv. úložišť feed.

## GUI - neboli grafická rozhraní
V současné době je výchozím GUI pro JLime OPIE (taktéž známé z distribuce Familiar).

### OPIE
Zkratka z anglického Open Palmtop Integrated Environment. Toto grafické rozhraní je založené na knihovně QT od firmy Trolltech a je ekvivalentem desktopového KDE.

OPIE Applikace
Checkbook,Datebook,Opie Checkbook,Opie-Eye,OpieWrite ,XPDF,Text Editor ,Media Player 2,Bluetooth ,Wellenreiter ,FTP,IRC ,Opie Mail ,VNC Viewer ,City Time Configuration Editor ,Opie Time-zone / world clock settings,Document Tab Launcher ,Calculator ,Clock ,Console,File Manager ,advanced file manager ,SSH,System Info ,Fifteen ,Mind Breaker ,Tetrix,Tic Tac Toe ,KonquerorEmbedded

### GPE
Zkratka z anglického GPE Palmtop Environment. Toto grafické rozhraní je založené na knihovně Gtk+ známého i uživatelům OS Windows (nutná pro běh programu GIMP) a je ekvivalentem desktopového GNOME.

### IceWM
IceWM je velmi výkonný a zároveň nenáročný správce (Window manager), který je ekvivalentem, jak jinak :-), desktopového IceWM.

## Vydání

### Shrek
Podporovaný HW HP Jornada 620/660/680/690
- Léto 2004 - Zastaralá distribuce

### Donkey
Podporovaný HW HP Jornada 620/660/680/690
- 1.0.1, 6. listopadu, 2006 - Oprava chyb
- 1.0.0, 31. října, 2006 - Oficiální vydání
- 0.5.0, 6. srpna, 2006

### Mongo
Podporovaný HW HP Jornada 720/728
Již vydán
Source https://web.archive.org/web/20070116164833/http://www.jlime.com/, (Founders info) http://jlime.com/phpBB2/viewtopic.php?t=117